# Мерси, Клаудиус Флоримунд

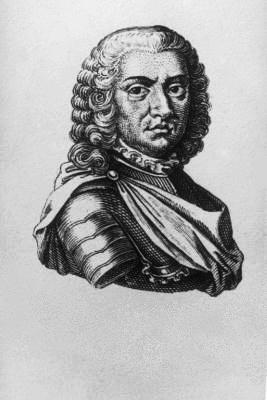

Клаудиус Флоримунд Мерси (нем. Claudius Florimund Graf Mercy; 1666 — 29 июня 1734, у Пармы) — императорский фельдмаршал (12 октября 1723), тайный советник и губернатор Темешварского баната. Внук Франца фон Мерси.

## Биография
В 1682 году вступил в армию волонтером и своими подвигами оправдал ожидания, видеть в нём достойного потомка знаменитых его предков, который превзошел их образованностью и сведениями в военных науках.
Во время освобождения от осады Вены в 1683 году, Мерси, служа в кирасирском полку, получил чин поручика. С особым отличием он участвовал в 1684—1690 годах в походах в Венгрию.
В 1691—1696 годах сражался в Италии, где проявил себя отважным наездником, лихим партизаном и дважды был взят в плен.
В 1697 году он снова действовал в Венгрии, отличился при Зенте, за что произведён в майоры и, вскоре, в подполковники.
С началом войны за испанское наследство Мерси в 1701 году действовал в Италии. В одном из сражении с 300 человек конницы он опрокинул 6 эскадронов противника, но на другой день был взят в плен. Вскоре подобная участь его снова постигла при нападении на Кремону.
По возвращении к войску и излечения от ран, Мерси был назначен командиром вновь сформированного кирасирского полка, с которым поступил в Рейнскую армию. Он показал чудеса храбрости в кровопролитном сражении при Фридлингене в 1702 году.
Произведенный 10 мая 1704 в генерал-фельдвахмистры (генерал-майоры), Мерси в 1705 году оттеснил французов от Пфаффенгофской укрепленной линии к Страсбургу, в 1706 году на виду французской осадной армии снабдил припасами осажденную крепость Ландау, а в 1707 году неожиданным нападением на летучий корпус маркиза де Бивана обратил последнего в бегство.
Пожалованный 20 января 1706 в фельдмаршал-лейтенанты, он прикрывал своими войсками окрестности Ландау, а в 1709 году повёл 6 полков в Мантую. После своего возвращения в Германию, Мерси переправился с имперской армией через Рейн, оттеснил французов при Нейберге, но, увлечённый своим мужеством, вступил при Румерсхайме в неравную битву с генералом Дю Буром, потерял много людей и орудий и, будучи раненым, вынужден был отступить в Рейнфельден, успев однако прикрыть горы Шварцвальда и лесные города.
В австро-турецкую войну Мерси содействовал победе в сражении при Петровардейне в 1716 году и прикрывал осаду Темешвара, попутно захватив Темешварский эялет. 8 мая 1716 получил чин генерала кавалерии. Назначенный генерал-губернатором свежеприсоединённых земель, Мерси в 1717 году оказал решительное влияние на операцию против Белграда и принял участие в его осаде. Поход закончился разбитием неприятельского корпуса, посланного для освобождения крепости Оршовы, и взятием данного города. После этого Мерси занимался преобразованием баната.
В 1719 году он предпринял экспедицию на Сицилию против высадившихся там испанцев. Мерси напал на их укрепления при Франкавилле, имел с ними кровопролитное, но нерешительное сражение при Мелаццо, взял Мессину, обложил Палермо и, изгнав противника с острова, вернулся в банат.
По возвращении в Темешварский банат, Мерси усердно занялся укреплением Темешвара и исправлением укрепления в Новой Оршове, Мегадии, Уйпаланке, Кубике и Панчове.
В 1734 году, с началом войны за польское наследство Карл VI назначил Мерси главнокомандующим имперской армией в Италии. Мерси переправился через По и вступил 28 июня 1734 года в сражении при Парме, где в самом начале боя был убит мушкетной пулей. Тело его было погребено в соборе города Реджо.